# 古谷彰
古谷 彰（ふるや あきら）は、日本の美術スタッフ、美術監督。スタジオユニ代表取締役でもある。

## 美術監督作品
- ハイスクール!奇面組（1985-1987年）- スタジオぎゃろっぷ制作話以外の美術監督を担当
- 美味しんぼ （1988-1992年） - 美術監督
- 新海底軍艦（1995年） - 第1話のみ美術監督を担当
- はれときどきぶた（1997-1998年） - 初期に美術監督を担当
- ヨシモトムチッ子物語 （1998-1999年） - 美術監督
- とっとこハム太郎（2000年-2006年） - 初期に美術監督を担当
- あたしンち（2002年-2009年） - 初期に美術監督を担当

## 参加作品
- クレヨンしんちゃん 雲黒斎の野望（1995年） - 背景